# Gà Tikka

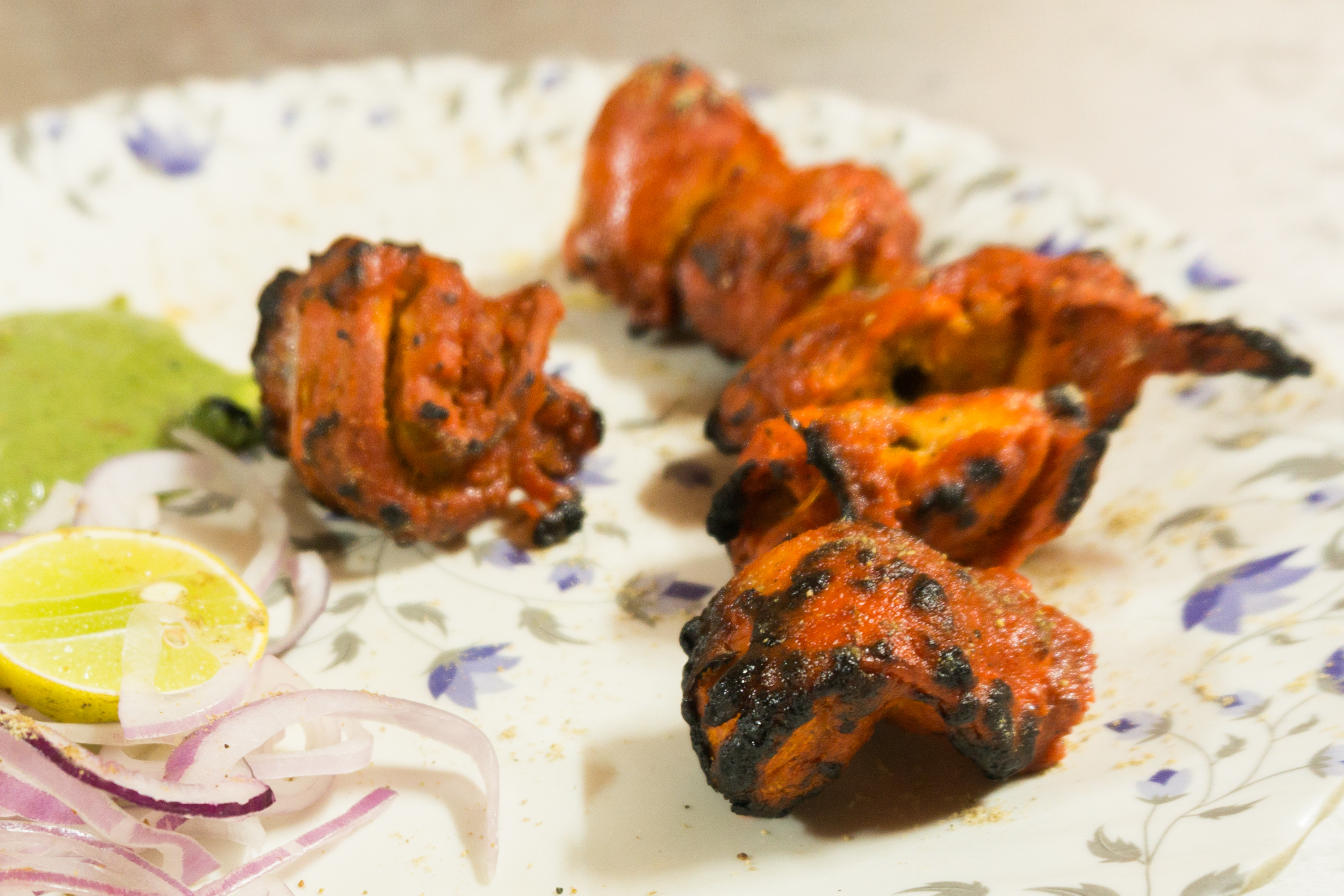
Gà Tikka

Gà Tikka là một món gà có nguồn gốc từ vùng tiểu lục địa Ấn Độ, món ăn này rất phổ biến đối với những người theo đạo Hồi ở Ấn Độ, Bangladesh và Pakistan. Theo truyền thống, món gà Tikka là những miếng thịt gà cở nhỏ, không xương được nướng bằng cách dùng những cái xiên trên một cái lò than gọi là Angeethi sau khi tẩm ướp gia vị Ấn Độ và dahi (một loại sữa chua kiểu Ấn), món gà Tikka về cơ bản là một phiên bản của gà nướng lò đất Tandoori mà đã được rút xương.
Từ Tikka (tiếng Thổ Nhĩ Kỳ gọi là Tike và trong tiếng Azerbaijan gọi là Tikə) là một từ xuất phát từ tiếng Ba Tư, có nghĩa là "miếng" hay miếng nhỏ (bits). Gà Tikka cũng là một món gà được dọn ra trong các bữa ăn trong ẩm thực Punjab (một bang của Ấn Độ). Tuy nhiên, phiên bản kiểu Kashmiri của món ăn này thì những miếng gà nhỏ được nướng trên than nóng đỏ và không phải lúc nào cũng nhất thiết chỉ phải có những miếng không xương mà có thể là những miếng gà lẫn xương, giắt xương.
Các miếng thịt gà được nhúng vào quẩy đánh bằng bơ sữa trâu (bơ đã được làm sạch) gọi là Ghee, việc quẩy đánh theo từng đợt cách khoảng thời gian để thấm đẫm và tăng hương vị của nó lên, đồng thời kết hợp quạt liên tục khi nướng. Nó thường được ăn kèm với rau mùi xanh và tương ớt me ăn kèm với hành tây và chanh, hoặc dùng để chế biến món gà Tikka Masala. Gà Tikka sizzler là một món ăn mà gà Tikka được bày biện trên đĩa nóng với hành tây. Món ăn này cũng phổ biến ở Afghanistan, mặc dù biến tấu kiểu Afghanistan (giống như nhiều món ăn Ba Tư, Thổ Nhĩ Kỳ và những nước Ả Rập khác), nó sẽ ít cay hơn so với các biến tấu ở tiểu lục địa Ấn Độ và ngoài nguyên liệu thịt gà truyền thống thì món này còn sử dụng cả thịt bò và thịt cừu để chế biến.